# Лыжный переход Москва — Тюмень — Тобольск
Лыжный переход Москва — Тюмень — Тобольск — лыжный переход в СССР, совершенный в 1936 году и посвященный X съезду Ленинского комсомола.

## История

Участники перехода Москва — Тюмень — Тобольск

10 женщин-физкультурниц Московского электрокомбината им. Куйбышева — Семенова Анастасия (комсорг), Захаренко Екатерина, Каширина Антонина, Константинова Валентина, Новичкова Зоя, Пышкова Клавдия, Пономарева Зоя, Харитонова Татьяна, Хорощутина Мария и Долголева Тамара (корреспондент газеты «Рабочая Москва») с командиром Спиридоновым Георгием и политруком Просиным Германом — совершили лыжный пробег из Москвы в Тобольск протяженностью 2400 км.
Старт состоялся 1 января, финиш — 16 февраля. Длительность 46 дней, из них 35 дней — ходовых.
Среднесуточная скорость лыжников составила 68,8 км.
По прибытии в Тобольск состоялся митинг, где участников приветствовал председатель горсовета. С ответом выступила Тамара Долголева. Она очень хорошо выразила то, что чувствовали все девушки. Вот примерно её речь:

«Сегодня мы полны счастья и огромной радости потому, что своё слово, данное ленинскому комсомолу, сдержали и завоевали право с трибуны X съезда комсомола рапортовать партии, любимому Сталину и всей стране о наших успехах. И мы даем слово товарищу Сталину и любимому наркому, маршалу Советского Союза товарищу Ворошилову, что мы не только сумеем побеждать пространства, но, если потребуется, сумеем разгромить врага.»

Постановлением ЦИК СССР все 12 участников этого перехода были награждены орденом «Знак Почета».